# Göran Värmby

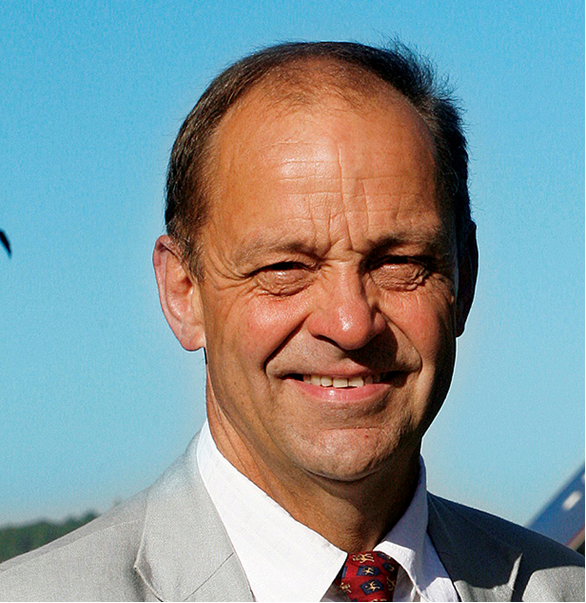
Göran Värmby

Gustav Göran Värmby, född 19 februari 1946 i Borås Caroli församling, Älvsborgs län, är en svensk civilingenjör, som var kampanjledare i Greenpeace Sverige 1986-1988 efter omkring 12 års tjänst på Naturvårdsenheten vid Länsstyrelsen i Göteborgs och Bohus län. Han fick därefter uppdraget som huvudsekreterare i Miljöprojekt Göteborg 1988-1989 från miljöminister Birgitta Dahl. 1995-1998 chef för miljöarbetet i Göteborgs kommun, därefter chef för Affärsdriven Miljöutveckling på Business Region Göteborg 1998-2009.